# فرودگاه مظفرپور
فرودگاه مظفرپور (به انگلیسی: Muzzafarpur Airport) یک فرودگاه همگانی با کد یاتا MZU است که یک باند فرود آسفالت دارد و طول باند آن ۱۲۱۶ متر است. این فرودگاه در شهر مظفرپور کشور هند قرار دارد و در ارتفاع ۵۳ متری از سطح دریا واقع شده‌است.